# Exolon
Exolon is een videospel dat werd ontwikkeld en uitgegeven door Hewson Consultants voor diverse platforms. Het spel is een futuristisch sciencefiction schietspel.

## Platforms
| Jaar | Platform                               |
| ---- | -------------------------------------- |
| 1987 | Amstrad CPC, Commodore 64, ZX Spectrum |
| 1989 | Amiga, Atari ST                        |

## Ontvangst
| Beoordeeld door | Platform     | Datum         | Score |
| --------------- | ------------ | ------------- | ----- |
| Pixel-Heroes.de | Commodore 64 | augustus 2004 | 80%   |
| Happy Computer  | Commodore 64 | 1986          | 64%   |
| Power Play      | Atari ST     | oktober 1988  | 39%   |